# Podoscypha nuda
Podoscypha nuda är en svampart som beskrevs av Boidin 1966. Podoscypha nuda ingår i släktet Podoscypha och familjen Meruliaceae.   Inga underarter finns listade i Catalogue of Life.